# Cazadores de sombras: Ciudad de hueso
Cazadores de sombras: Ciudad de hueso es una película de fantasía y aventura basada en el libro Ciudad de hueso de la escritora Cassandra Clare. La fotografía principal tuvo lugar en Toronto y Nueva York durante 2012.

## Argumento
En Pandemónium, la discoteca de moda de Nueva York, Clary sigue a un joven de pelo azul hasta que presencia su muerte a manos de tres jóvenes cubiertos de extraños tatuajes. El muerto resulta ser un demonio y los tres jóvenes -los hermanos Alec e Izzy Lightwood y Jace Wayland- son cazadores de sombras, guerreros dedicados a liberar a la tierra de aquellos seres malvados y místicos que quieren apoderarse del mundo. Desde esa noche, el destino de Clary se une al de los cazadores de sombras; sobre todo al de Jace: un chico guapo con aspecto de ángel, pero con actitud de demonio y tendencia de mundano, a causa de siempre actuar como si nada le importara más que él mismo.

## Elenco
- Lily Collins como Clarissa (Clary) Fray.
- Jamie Campbell Bower como Jace Wayland.
- Robert Sheehan como Simon Lewis.
- Jemima West como Isabelle "Izzy" Lightwood.
- Kevin Zegers como Alexander "Alec" Lightwood.
- Jonathan Rhys Meyers como Valentine.
- Kevin Durand como Anson Pangborn.
- Robert Maillet como Samuel Blackwell.
- Godfrey Gao como Magnus Bane.
- Lena Headey como Jocelyn Fray.
- Jared Harris como Hodge Starkweather.
- Aidan Turner como Luke Garroway.
- Carol Christine Hilaria Pounder como Madame Dorothea.
- Harry Van Gorkum como Alaric/hombre lobo.
- Stephen Hart como Hermano Jeremiah.
- Chad Connell como Lambert.
- Elyas M'Barek como líder vampiro.

## Recepción
La película obtuvo principalmente comentarios negativos de los críticos profesionales y respuestas mixtas por parte de la audiencia general. Una gran parte de los fanáticos de la novela demostraron su gran desilusión y disgusto con la adaptación, declarando que la cinta es completamente distinta al material original; señalando que la película pudo haber sido más eficiente si se hubiese mantenido fiel al exitoso libro. El director Harald Zwart declaró por medio de redes sociales que el estudio aún seguía interesado en realizar una secuela, pero sin él como su director.
Los ejecutivos de Constantin Films indicaron su intención de iniciar la producción y rodaje de la secuela Ciudad de ceniza a finales de 2013. Sin embargo, debido a la mala recepción de la primera cinta el proyecto se pospuso y finalmente se canceló.
Posteriormente, los ejecutivos de Constantin Films informaron que Cazadores de Sombras seguiría como una serie de televisión (bajo el título de Shadowhunters), la cual tendrá un presupuesto por episodio de entre 2,5 y 5 millones de euros. La serie comenzará con la historia de Ciudad de hueso y cuenta con las actuaciones de Dominic Sherwood como Jace Wayland, Katherine McNamara como Clary Fray, Alberto Rosende como Simon Lewis, Matthew Daddario como Alec Lightwood, Emeraude Toubia como Isabelle Lightwood, Harry Shum, Jr. como Magnus Bane y Alan Van Sprang como Valentine Morgenstern.

## Música

### Banda sonora
| N.º | Título                                        | Duración |  |
| 1.  | «Into the Lair»                               | 1:44     |  |
| 2.  | «Almost is Never Enough» (Soundtrack version) | 3:30     |  |
| 3.  | «17 Crimes» (LA Riots remix)                  | 4:43     |  |
| 4.  | «Heart by Heart»                              | 3:43     |  |
| 5.  | «Bring Me Home»                               | 3:02     |  |
| 6.  | «When the Darkness Comes»                     | 4:16     |  |
| 7.  | «Strangers» (featuring Tove Lo)               | 6:02     |  |
| 8.  | «Magnetic»                                    | 3:55     |  |
| 9.  | «Bear»                                        | 3:36     |  |
| 10. | «All About Us» (featuring Owl City)           | 3:26     |  |
| 11. | «Calling from Above» (Edit)                   | 1:57     |  |
| 12. | «Start a Riot»                                | 4:14     |  |
| 13. | «Strange Days»                                | 5:45     |  |